# TT Assen 2009
TT Assen 2009 kördes den 27 juni på Assen TT Circuit.

## MotoGP

### Slutresultat
| Plats | Förare           | Märke    | Grid | Kvaltid  |
| ----- | ---------------- | -------- | ---- | -------- |
| 1     | Valentino Rossi  | Yamaha   | 1    | 1.36,025 |
| 2     | Jorge Lorenzo    | Yamaha   | 2    | 1.36,110 |
| 3     | Casey Stoner     | Ducati   | 4    | 1.36,633 |
| 4     | Colin Edwards    | Yamaha   | 5    | 1.36,760 |
| 5     | Chris Vermeulen  | Suzuki   | 7    | 1.37,194 |
| 6     | James Toseland   | Yamaha   | 9    | 1.37,323 |
| 7     | Randy de Puniet  | Honda    | 10   | 1.37,473 |
| 8     | Nicky Hayden     | Ducati   | 13   | 1.37,759 |
| 9     | Loris Capirossi  | Suzuki   | 6    | 1.36,953 |
| 10    | Alex de Angelis  | Honda    | 11   | 1.37,637 |
| 11    | Marco Melandri   | Kawasaki | 14   | 1.37,948 |
| 12    | Toni Elías       | Honda    | 15   | 1.38,136 |
| 13    | Sete Gibernau    | Ducati   | 16   | 1.38,453 |
| 14    | Niccolò Canepa   | Ducati   | 17   | 1.38,605 |
| 15    | Yuki Takahashi   | Honda    | 18   | 1.38,619 |
| 16    | Gábor Talmácsi   | Honda    | 19   | 1.39,407 |
| 17    | Mika Kallio      | Ducati   | 12   | 1.37,749 |
| 18    | Andrea Dovizioso | Honda    | 8    | 1.37,237 |
| 19    | Dani Pedrosa     | Honda    | 2    | 1.36,110 |